# 坂井道郎
坂井 道郎（さかい みちろう、1948年（昭和23年）10月1日 - ）は、の日本の実業家。マルハニチロ顧問。元取締役会長。元マルハニチロ食品代表取締役社長。宮城県塩竈市出身。

## 人物・来歴
旧ニチロプロパーで、再編の末に旧ニチロの法人格を継承したマルハニチロ食品の最初で最後の社長に就任。その後、久代敏男マルハニチロホールディングス副社長(マルハ出身)の社長昇格に伴い、旧マルハプロパーでマルハニチロ水産の社長・伊藤滋とともに、マルハニチロホールディングスの代表権のある副社長を併任。
会社再編に伴い、2014年、マルハニチロ食品など5社がマルハニチロ水産に吸収合併され、消滅したため、合併会社マルハニチロの代表権のない会長に就任。

## 略歴
- 1971年
  - 3月 - 東北学院大学経済学部卒業
  - 4月 - 日魯漁業（後のニチロ→マルハニチロ食品）入社
- 2001年6月 - ニチロ取締役
- 2003年6月 - ニチロ常務取締役
- 2008年4月 - マルハニチロ食品代表取締役社長
- 2010年4月 - マルハニチロホールディングス代表取締役副社長
- 2014年4月 - マルハニチロ取締役会長
- 2016年4月 - マルハニチロ顧問(現職)